# Melanoplus mancus
Melanoplus mancus är en insektsart som först beskrevs av Smith, L.M. 1868.  Melanoplus mancus ingår i släktet Melanoplus och familjen gräshoppor. Inga underarter finns listade i Catalogue of Life.